# Sebastiano Aparicio
Sebastiano Aparicio (A Gudiña, 20 gennaio 1502 – Puebla de los Ángeles, 25 febbraio 1600) è stato un religioso francescano spagnolo, beatificato da papa Pio VI il 17 maggio 1789.

## Biografia
Nato in Galizia da una povera famiglia di contadini, si trasferì trentenne in Messico in cerca di fortuna: riuscì ad accumulare un cospicuo patrimonio, ma visse sempre in maniera ritirata, dedicandosi alle opere di pietà e alle pratiche religiose.
In tarda età decise di sposarsi con una donna più giovane, solo per avere assistenza in vecchiaia e con l'intento di vivere in castità; la moglie morì presto ed egli contrasse nuove nozze, ma anche la seconda sposa si spense pochi mesi dopo il matrimonio.
Consigliato dal confessore, a settant'anni donò i suoi terreni alle clarisse e i denari ai poveri ed entrò nell'ordine francescano. Emise i voti solenni nel 1574, a settantadue anni.
Fu assegnato al convento di Puebla, dove svolse l'incarico di questuante.
Morì in odore di santità al convento di San Francisco de Puebla il 25 febbraio del 1600.